# 浜松総合庁舎
浜松総合庁舎（はままつそうごうちょうしゃ）は、静岡県の機関が入居する庁舎である。

## 入居官署
- 1階
  - 浜松財務事務所（直税第2課）
  - ひとり親サポートセンター西部支所（静岡県 静岡市 浜松市　母子家庭等就業・自立支援センター）
  - しずおかジョブステーション西部
  - ハローワークコーナー（しずおかジョブステーション内）
  - ハローワーク浜松マザーズコーナー

- 2階
  - 浜松財務事務所（管理課、自動車税課、納税第1・第2課、直税第1課、間税課）

- 3階
  - 西部県民生活センター（消費者行政班、労政班）
  - しずおかジョブステーション西部

- 4階
  - 浜松市児童相談所
  - 浜松市精神保健福祉センター
  - 浜松市障害者更生相談所

- 5階
  - 西部農林事務所（企画経営課、茶業農産課、園芸畜産課、地域振興課）

- 6階
  - 西部農林事務所（用地管理課、農村整備課、農地整備課、湖北事業課、森林整備課）

- 7階
  - 浜松土木事務所（建築住宅課）

- 8階
  - 浜松土木事務所（総務課建設業班、企画検査課、維持管理課、沿岸整備課）

- 9階
  - 静岡県警浜松市警察部
  - 静岡県道路公社西部駐在
  - 静岡県住宅供給公社西部支所

- 10階
  - 障がい者働く幸せ創出センター
  - 静岡県ナースセンター西部支所
  - 浜名湖総合環境財団
  - 売店
  - 喫茶店・食堂
  - 静岡県職員共済組合浜松西支部